# Agnes Monica

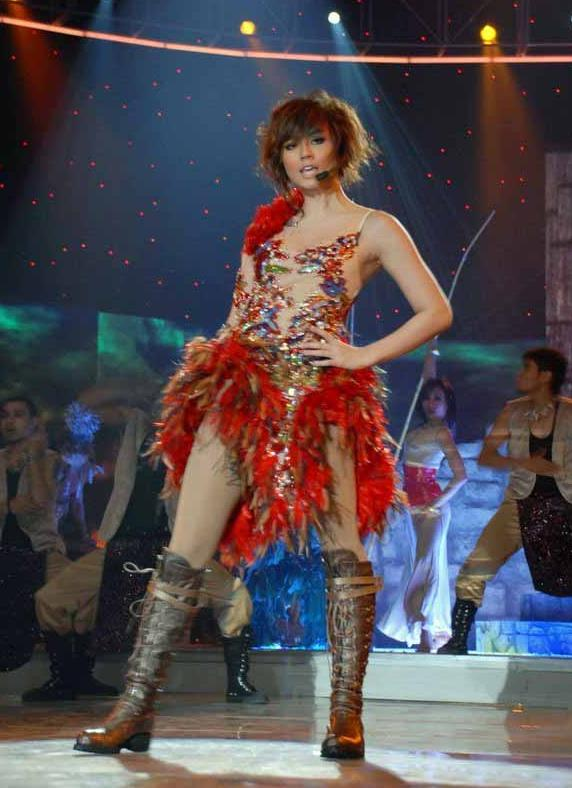
Agnes 2007 bei einem Gastauftritt bei Asian Idol.

Agnes Monica Muljoto (* 1. Juli 1986 in Jakarta), bekannt als Agnez Mo, ist eine indonesische Sängerin und Schauspielerin.
Sie begann ihre Karriere in der Unterhaltungsbranche im Alter von sechs Jahren als Kindersängerin, in den 1990ern veröffentlichte sie drei Kinderalben. Außerdem moderierte sie mehrere Kinderfernsehshows. Als Schauspielerin erreichte sie Bekanntheit durch ihren Auftritt in der Seifenoper Early Marriage (2001). Durch Rollen in einer Reihe weiterer Seifenopern wurde sie zur bestbezahlten Teenager-Schauspielerin Indonesiens.
Im Jahr 2003 veröffentlichte Agnez ihr erstes Album für Erwachsene mit dem Titel „And the Story Goes“, das sie in der indonesischen Musikindustrie bekanntmachte. Ihr Erfolg in Indonesien ermutigte sie, eine internationale Karriere anzustreben. Auf ihrem zweiten Album „Whaddup A'...?!“, das 2005 veröffentlicht wurde, arbeitete sie mit dem amerikanischen Sänger Keith Martin zusammen. Agnez war auch an zwei taiwanesischen Dramaserien beteiligt, „The Hospital“ und „Romance In the White House“.

## Leben
Agnes begann ihre Karriere als Sängerin bereits im Alter von sechs Jahren. Sie veröffentlichte damals drei Alben und moderierte mehrere Fernsehshows im Kinderprogramm. Als Jugendliche begann Agnes zu schauspielern. Ihr Auftritt in der Seifenoper Pernikahan Dini (2001) machte sie landesweit bekannt. Später galt sie als die bestbezahlte jugendliche Künstlerin Indonesiens.
2003 veröffentlichte Agnes das Album And the Story Goes, durch das sie sich als erwachsene Künstlerin profilierte. Den internationalen Durchbruch errang sie mit ihrem zweiten Album Whaddup A'...?! (2005), auf dem sie mit dem US-amerikanischen Sänger Keith Martin zusammenarbeitete. Agnes war auch in den taiwanischen Dramaserien The Hospital und Romance in the White House zu sehen.
2008 und 2009 gewann sie den Best Asian Artist Award für ihre Leistungen beim Asia Song Festival in Seoul, Südkorea. Bei ihrem dritten Album Sacredly Agnezious (2009) beteiligte sich Agnes als Produzentin und Songwriter. Im Jahr 2010 saß sie in der Jury der Castingshow Indonesian Idol und war einer der internationalen Gastgeber bei den American Music Awards 2010 in Los Angeles.
Neben ihrem kommerziellen Erfolg gilt Agnes als die Sängerin mit den meisten Auszeichnungen in Indonesien; darunter zehn Awards der Anugerah Music Indonesia, sieben Panasonic Awards und vier MTV Indonesia Awards. Sie fungiert als Anti-Drogen-Botschafterin Asiens sowie als Botschafterin von MTV EXIT zur Bekämpfung des Menschenhandels.

## Diskografie
- Si Meong (1992)
- Yess! (1995)
- Bala-Bala (1996)
- And the Story Goes (2003)
- Whaddup A'...?! (2005)
- Sacredly Agnezious (2009)
- Agnez Mo (2013)

## Filmografie
- Mr Hologram (1999)
- Pernikahan Dini (2001)
- Amanda (2002)
- Ciuman Pertama (2002)
- Cinta Selembut Awan (2002)
- Cewekku Jutek (2003)
- Cantik (2004)
- Bunga Perawan (2004)
- Ku 'Tlah Jatuh Cinta (2005)
- Pink (2006)
- Romance In The White House (2006)
- The Hospital (2006)
- Kawin Muda (2006)
- Jelita (2008)
- Kawin Masal (2008)
- Pejantan Cantik (2010)
- Mimo Ketemu Poscha (2012)